# Tomasz Sokołowski (prawnik)
Tomasz Maria Sokołowski (ur. 7 kwietnia 1954) – polski prawnik, profesor nauk prawnych, specjalista w zakresie prawa cywilnego oraz prawa rodzinnego, profesor nadzwyczajny Uniwersytetu im. Adama Mickiewicza, pracownik Katedry Prawa Cywilnego, Handlowego i Ubezpieczeniowego Wydziału Prawa i Administracji UAM. W latach 2008–2012 dziekan tego wydziału. 

## Życiorys
Habilitację uzyskał w 1997 roku na podstawie pracy „Skutki prawne rozwodu”. W 2000 roku został wpisany na listę adwokatów Izby Adwokackiej w Poznaniu (nie wykonuje zawodu). Tytuł naukowy profesora nauk prawnych otrzymał w 2016 roku.
Wykładał w Wyższej Szkole Zarządzania i Bankowości w Poznaniu oraz na Uniwersytecie Gdańskim (w okresie 1998–2008 kierował Katedrą Prawa Cywilnego UG). Publikował w wielu czasopismach m.in. w związanym z macierzystym wydziałem Ruchu Prawniczym, Ekonomicznym i Socjologicznym. Jest członkiem rady naukowej czasopisma „Metryka. Studia z zakresu prawa osobowego i rejestracji stanu cywilnego”. W latach 1990–1992 był przewodniczącym Rady Miasta Poznania. Prezes Klubu Inteligencji Katolickiej w Poznaniu w okresie 1997–2003.
W 2014 odznaczony Złotym Krzyżem Zasługi za wybitne zasługi dla Wielkopolski, za osiągnięcia w pracy zawodowej i społecznej, za zasługi dla społeczności lokalnej.

## Wybrane publikacje
- Władza rodzicielska nad dorastającym dzieckiem, Poznań 1987, ISBN 83-232-0008-4
- Skutki prawne rozwodu, Poznań 1996, ISBN 83-232-0750-X (habilitacja)
- Prawo rodzinne. Zarys wykładu, Poznań 1996, ISBN 978-83-60550-25-0
- Problematyka AIDS w świetle prawa rodzinnego, Poznań 2000, ISBN 83-7177-051-0
- Prawo rzeczowe dla ekonomistów, Poznań 2000, ISBN 83-87148-28-8
- System Prawa Prywatnego, t. 11: Prawo rodzinne i opiekuńcze, (współautor, pod red. T. Smyczyńskiego) 2009, ISBN 978-83-255-6240-3
- Kodeks cywilny. Komentarz, t. 1: Część ogólna, (współautor, pod red. A. Kidyby) 2009, ISBN 978-83-264-3842-4
- Kodeks cywilny. Komentarz, t. 3: Zobowiązania, (współautor, pod red. A. Kidyby) 2010, ISBN 978-83-264-3276-7
- Kodeks rodzinny i opiekuńczy. Komentarz, (współredaktor wraz z H. Doleckim) Warszawa 2010, ISBN 978-83-264-0645-4
- Swoboda intercyzy. Zakres modyfikacji małżeńskich ustrojów majątkowych, Warszawa 2013, ISBN 978-83-264-3123-4
- Współczesne tendencje w dziedzinie zabezpieczenia wierzytelności, (redaktor naukowy) Poznań 2013, ISBN 83-232-2617-2